# ماريون براون (ممرضة)
ماريون براون (بالإنجليزية: Marion Brown)‏ هي ممرضة نيوزيلندية، ولدت في 6 أكتوبر 1880 في ليسماهاغو ‏ في المملكة المتحدة، وتوفيت في 23 أكتوبر 1915 في البحر الأبيض المتوسط بسبب غرق.